# Anton Adam
Anton Adam (ur. 17 grudnia 1944) – niemiecki lekkoatleta, średniodystansowiec. W czasie swojej kariery startował w barwach Republiki Federalnej Niemiec.
Zwyciężył w sztafecie 3 × 1000 metrów (w składzie: Adam, Walter Adams i Harald Norpoth) na europejskich igrzyskach halowych w 1969 w Belgradzie.
Był mistrzem RFN w sztafecie 4 × 1500 metrów w 1971 oraz brązowym medalistą w sztafecie 4 × 400 metrów w 1968. W hali był wicemistrzem RFN w biegu na 800 metrów w 1969. Startował w klubach DJK Würzburg i LAC Quelle.